# کولیپاتا
کولیپاتا (به اسپانیایی: Culipata) یک کوه در پرو است. کولیپاتا ۵٬۱۷۲ متر بالاتر از سطح دریا واقع شده‌است.